# Bairro do Rego
O Bairro do Rego (por vezes designado por Bairro de Santos, ou Bairro Santos ao Rego) é um bairro situado na freguesia das Avenidas Novas, Lisboa, Portugal. A sua origem remota à primeira metade do século XX e resulta da fusão de bairros contíguos com diferentes ritmos de edificação, principalmente o Bairro da Bélgica e o Bairro Santos mas também o Bairro Catarino e a Quinta da Bela Vista.
Possui habitações em propriedade horizontal, com 3 e 4 andares, sendo casas económicas, mas também ainda tem vivendas com mais de 70 anos. Tem algum comércio tradicional e ainda um polidesportivo e piscina municipal.
Desde a sua criação, até 1995, foi servido por uma estação ferroviária da CP. Foi também o bairro da famosa discoteca Rock Rendez Vous, lugar mítico do Rock em Portugal.
Actualmente é delimitado a norte pela Avenida das Forças Armadas e Avenida Álvaro de Pais, e a sul pela linha do comboio.

## História
A mudança de nome da antiga Estrada do Rego, ou Estrada da Palma de Cima, para Rua da Beneficência, em 1903, antecedeu a profunda urbanização da área envolvente desta arrabaldina artéria oitocentista. Assim aconteceu, sobretudo, no mais vasto território vizinho das futuras Avenidas Novas, cujo planeamento se concluiu em 1904, com a aprovação do Plano Geral de Melhoramentos apresentado pelo engenheiro Ressano Garcia. Contudo, esta nova área de crescimento, cuidadosamente gizada segundo os desígnios de uma cidade moderna e dirigida a um inquilinato endinheirado, teve por contraste o Rego com um processo desordenado de construção e de horizontes mais modestos, alvo até de um certo ostracismo (simbólico ou mesmo directo) ditado pela sua localização.
Se entre 1904 e 1918, o vizinho sítio da Palhavã foi alvo da afluência da sociedade chic lisboeta, dada a localização do Velódromo e Hipódromo, o sítio do Rego, que segundo o Itinerário Lisbonense, de 1804, se situava entre o Largo de São Sebastião da Pedreira e o Convento das Recolhidas do Rego, acolheu em 1906 o Hospital de Doenças Infecto-contagiosas, ou Hospital do Rego (hoje Curry Cabral), nos terrenos do citado convento. A segregação local, provocada pelo temor daquela presença hospitalar, era reforçada pela Linha de Cintura ferroviária, no activo desde 1888, com uma passagem de nível na Rua da Beneficência, que constituía uma barreira física e social entre as novas avenidas e um território permeável à precariedade.

"Bairros" do Rego e período de actuação dos respectivos construtores segundo registos camarários até 1938.

Se hoje podemos falar de um Bairro do Rego, para lá do rigor toponímico, com base numa topografia limitada por vias (avenidas) de grande relevo, quer local, caso da Avenida de Berna (pela dimensão do comércio e dos serviços, instalações universitárias, etc.), ou das avenidas dos Combatentes (parcialmente), das Forças Armadas, e Álvaro Pais, pela respectiva pressão do trânsito urbano, verificamos que a história da urbanização do Rego, que se estendeu pelo século XX, sobretudo na primeira metade, passou pela criação (e esquecimento) de bairros contíguos segundo os ritmos de edificação. A Rua da Beneficência foi a espinha dorsal desse faseamento construtivo, cronologicamente orientado de sul para norte, e primeiro em torno da antiga estação ferroviária. A primeira fase decorreu entre 1911 e 1921, com a construção do Bairro da Bélgica, conduzida pelo construtor civil Francisco das Neves Piedade; aquela designação foi determinada em 22 de Outubro de 1914 pela vereação lisboeta em homenagem “ao povo belga pelo seu apego à liberdade na luta contra o opressor alemão, quando do início da 1.ª Grande Guerra". O bairro ocupou uma área entre a Rua da Beneficência (lado dos números ímpares) e a estrada das Laranjeiras. Ao mesmo tempo, aquele construtor também edificou o Bairro de Londres, na zona aquém da linha do comboio, onde se situam: a Avenida Santos Dumont, assim nomeada em 1923, em lugar da antiga Rua A; a Rua Tenente Espanca, em 1927, antiga Rua C, e a Rua D. Luís de Noronha, em 1930, inicialmente a Rua B. A partir de 1910, Pedro José da Silva, o proprietário da Quinta da Bela Vista, junto à linha-férrea, urbanizou o lugar e construiu a maior parte da Rua Francisco Tomás da Costa (assim denominada em 1931). Já os construtores José Joaquim dos Santos, entre 1926 e 1938, primeiro sob a designação de Bairro do Lagar Novo, entre a Rua da Beneficência e a Azinhaga da Torrinha, e Manuel Maria Santos Paiva, entre 1931 e 1938, foram os responsáveis da edificação do Bairro Santos. Entretanto, outro construtor, Manuel Catarino, edificou o Bairro Catarino, entre 1922 e 1938, nos terrenos da sua quinta, na área da Rua Soeiro Pereira Gomes. Este percurso construtivo materializou-se num edificado heterogéneo, desde vivendas, a prédios de rendimento de três ou mais andares, de várias épocas.
Passou também pela efémera e marginal construção de barracas, de que foi exemplo o populoso Bairro das Minhocas, adjacente ao Bairro da Bélgica, nos dois lados da linha férrea, construído nas décadas de 1910 e 1920 e demolido, com a transferência dos moradores para o bairro camarário da Quinta da Calçada (casas pré-fabricadas), em 1938, para dar lugar aos novos edifícios.
Nos anos 1920 teve um cinema, designado por Cine-Bélgica e mais tarde, Cinema Universal. Nos anos 1980 foi transformado na discoteca "Rock Rendez Vous" e desde os anos 1990 é um café.

Mais recentemente, a tipologia da construção local é ilustrada quer pelos Blocos de Habitação Social, que bordejam a Avenida das Forças Armadas, ou o Complexo Gemini, na antiga Quinta das Freiras, composto por dois blocos habitacionais ligados por um centro comercial (ruas Julieta Ferrão e Sousa Lopes). Foi projectado pelo arquiteto João Monteiro de Andrade e Sousa, merecendo uma Menção Honrosa do Prémio Valmor de 1984.